# Kariopteris angielski
Kariopteris angielski, barbula klandońska (Caryopteris × clandonensis) – gatunek krzewów liściastych z rodziny jasnotowatych.

## Morfologia
Liściasty krzew osiągający do 1 m wysokości oraz 1,5 metra rozpiętości. Kwiaty koloru niebieskiego, gęsto osadzone. Liście lancetowate osiągające do 6 cm długości. Kwitnie na przełomie lata i jesieni. Uprawiana w ogrodach przydomowych i pojemnikach. Roślina zrzuca liście na zimę.

## Uprawa
WymaganiaCharakteryzuje się wysoką odpornością na czynniki atmosferyczne i temperaturowe. Na zimę nasady pędów z pąkami powinny być odpowiednio zabezpieczone. Lubi miejsca dobrze nasłonecznione, osłonięte od wiatru. Optymalne warunki glebowe to gleby wilgotne, ale dobrze przepuszczalne.
RozmnażanieRoślinę rozmnaża się wegetatywnie poprzez pobranie jej sadzonek pędowych. Rozmnażanie wykonuje się w czerwcu, przy czym sadzonki należy regularnie zraszać wodą, pamiętając o utrzymywaniu stałej temperatury od 15 do 18 °C. Sadzonki wysadza się na wiosnę (w kwietniu).

## Galeria

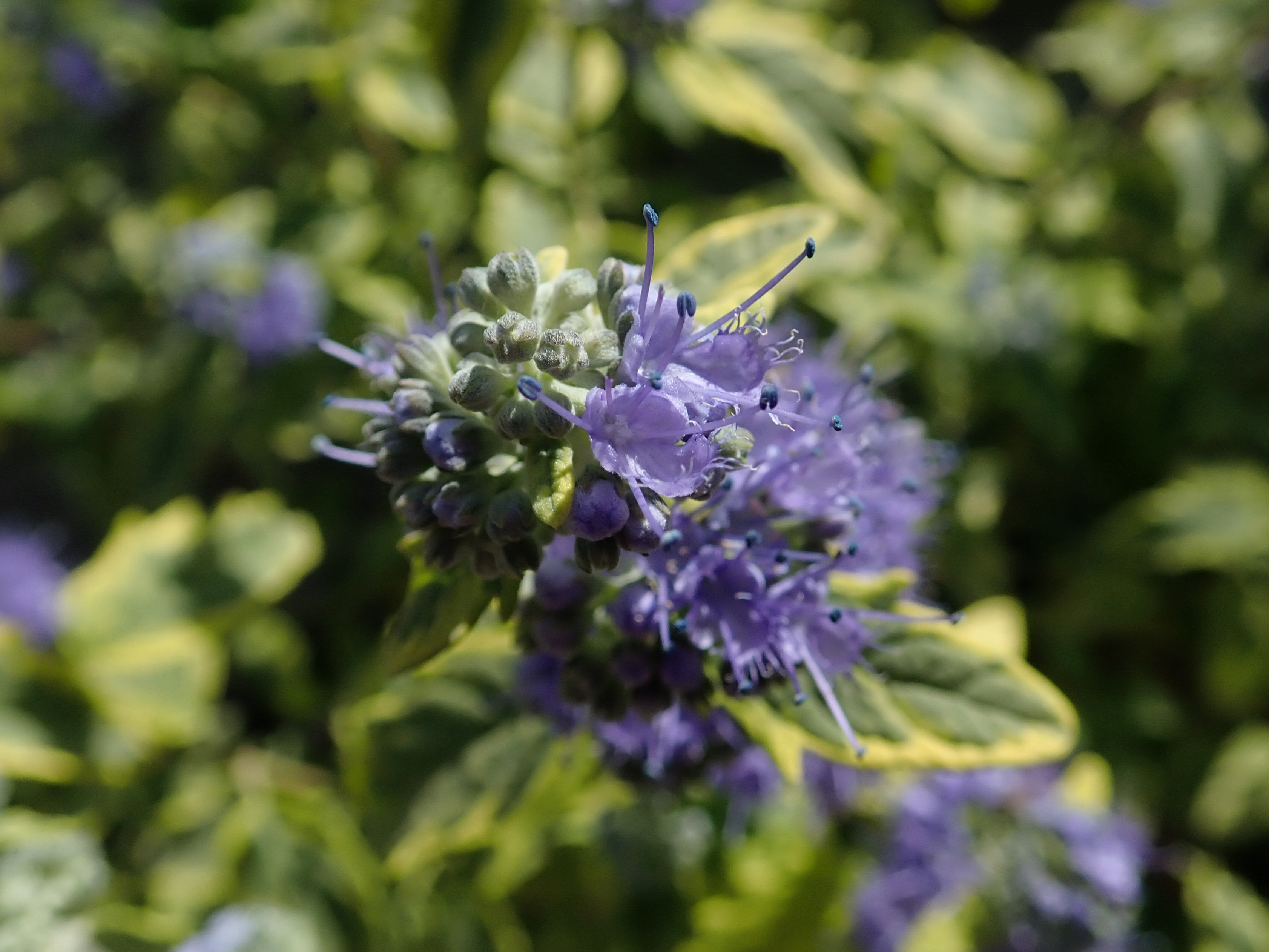
Odmiana 'Summer Sorbet'.
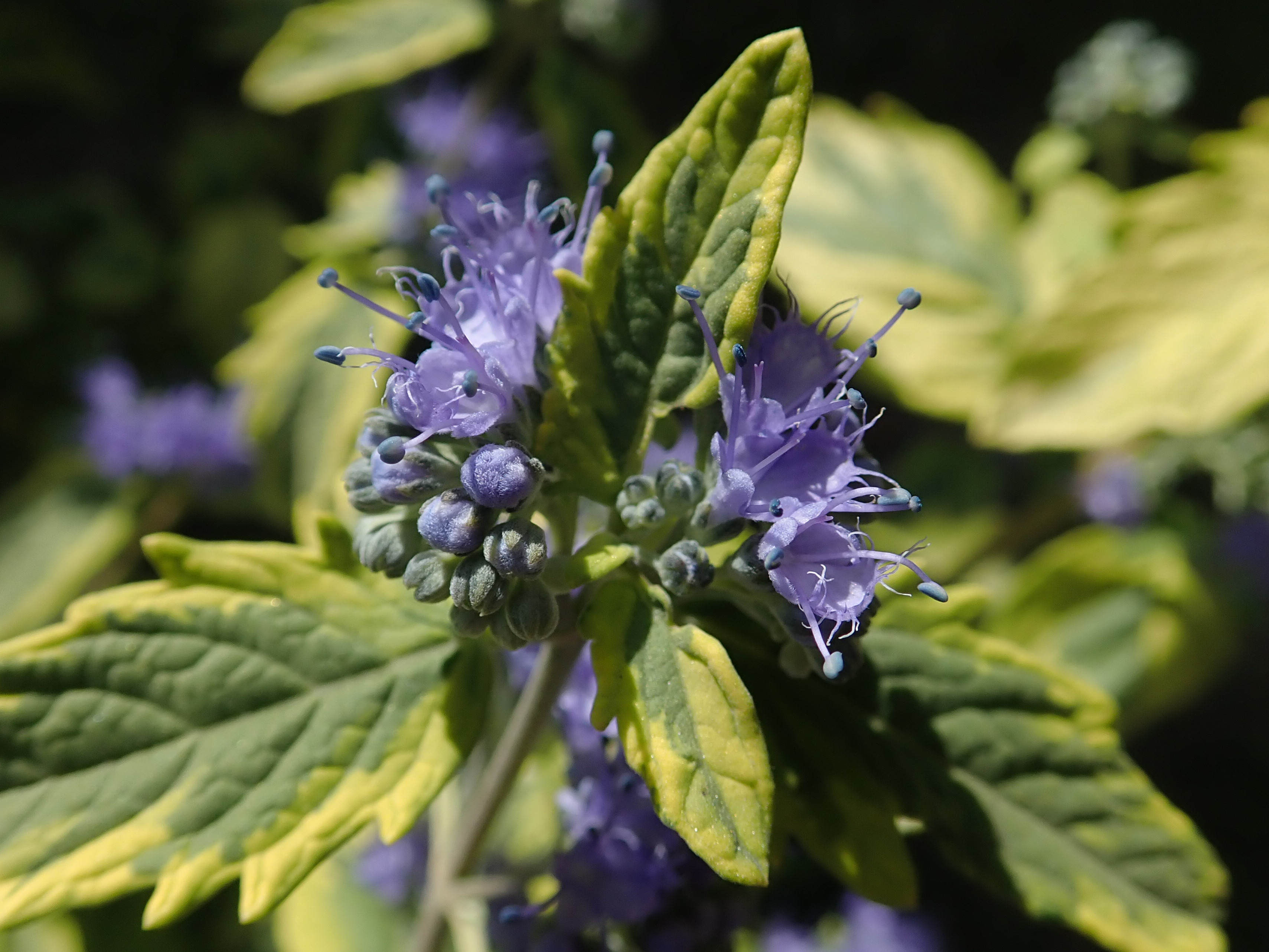
Odmiana 'Summer Sorbet'.
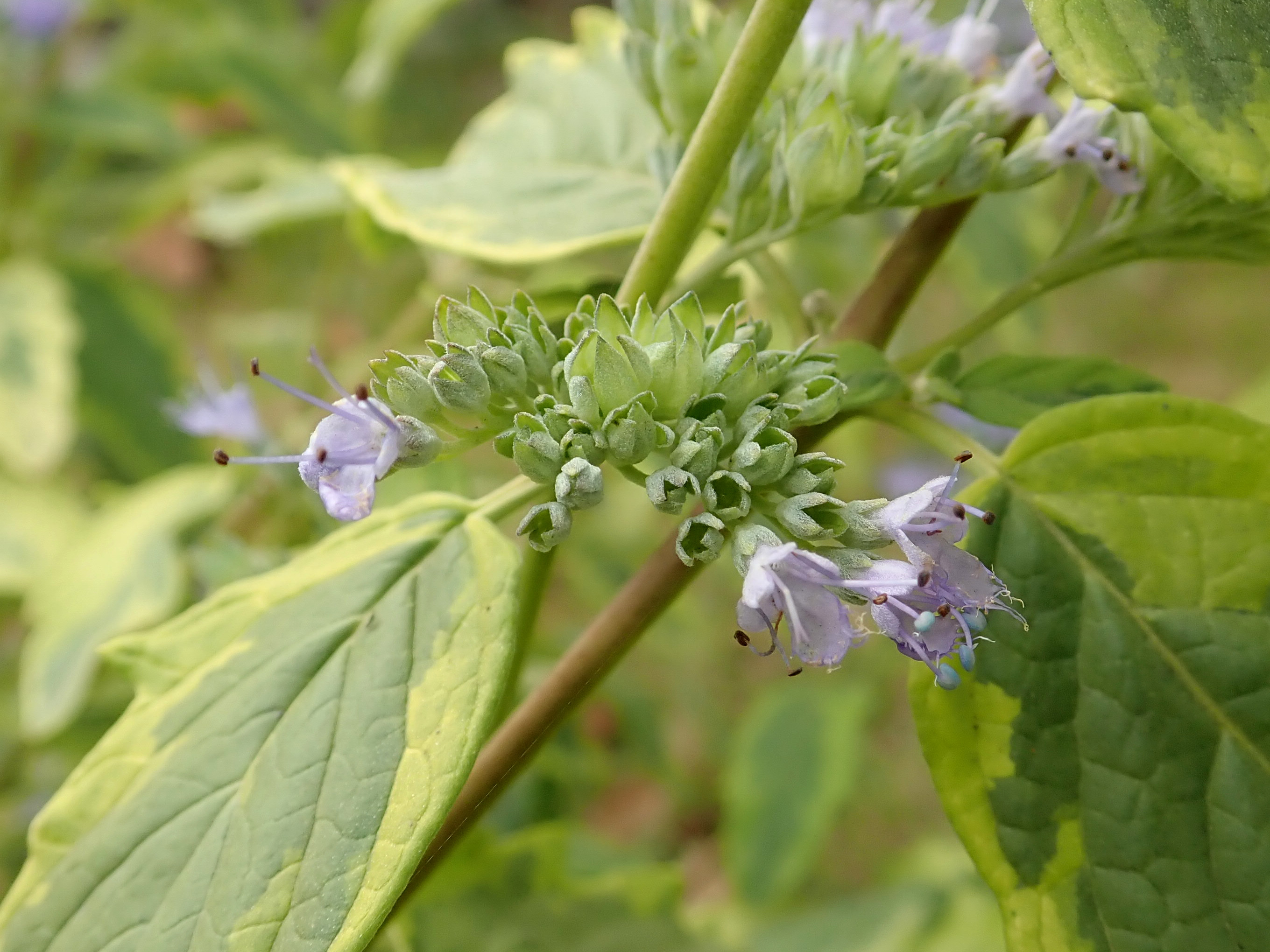
Odmiana 'Summer Sorbet'.
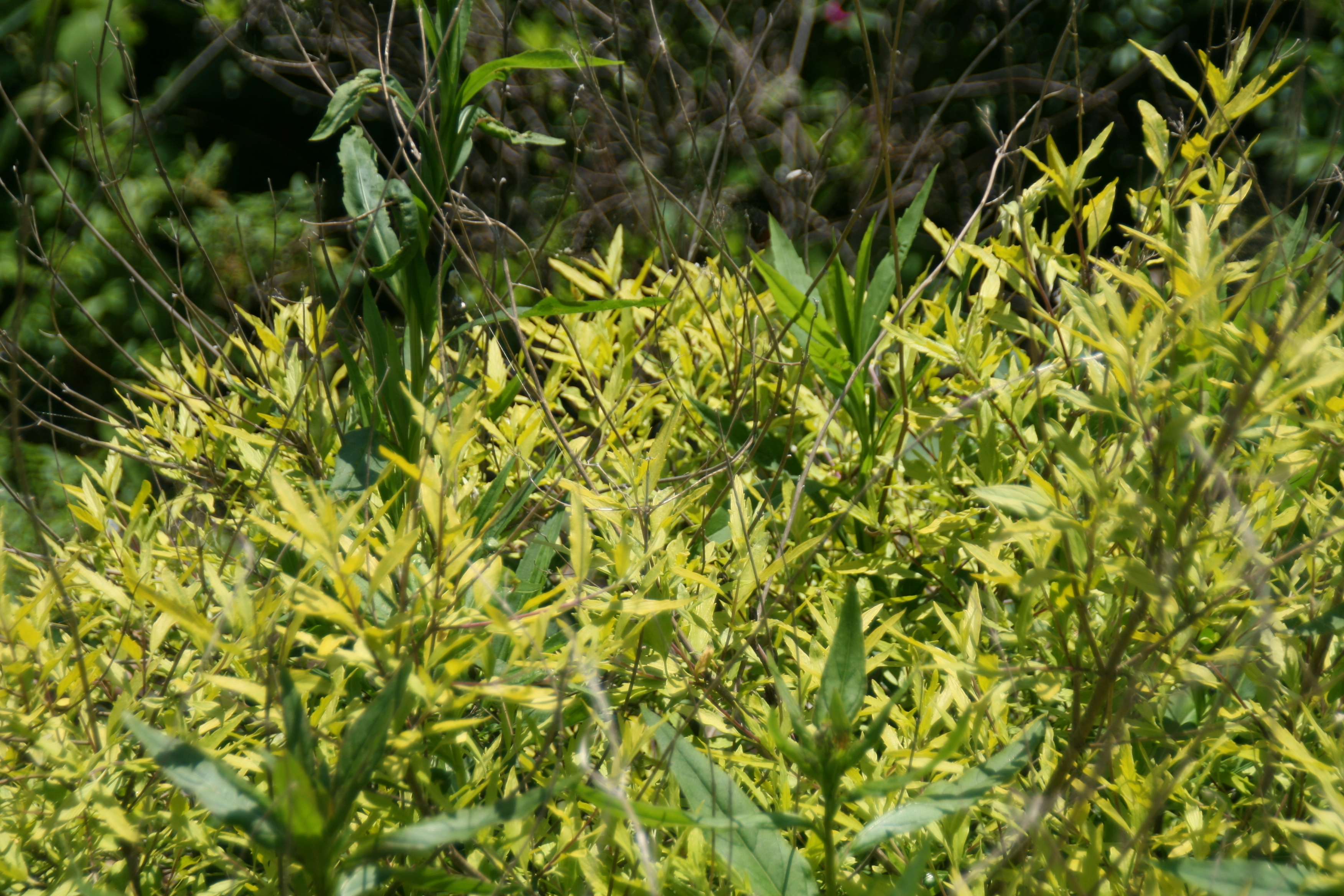
Odmiana 'Worcester Gold'.